# Alberto Williams

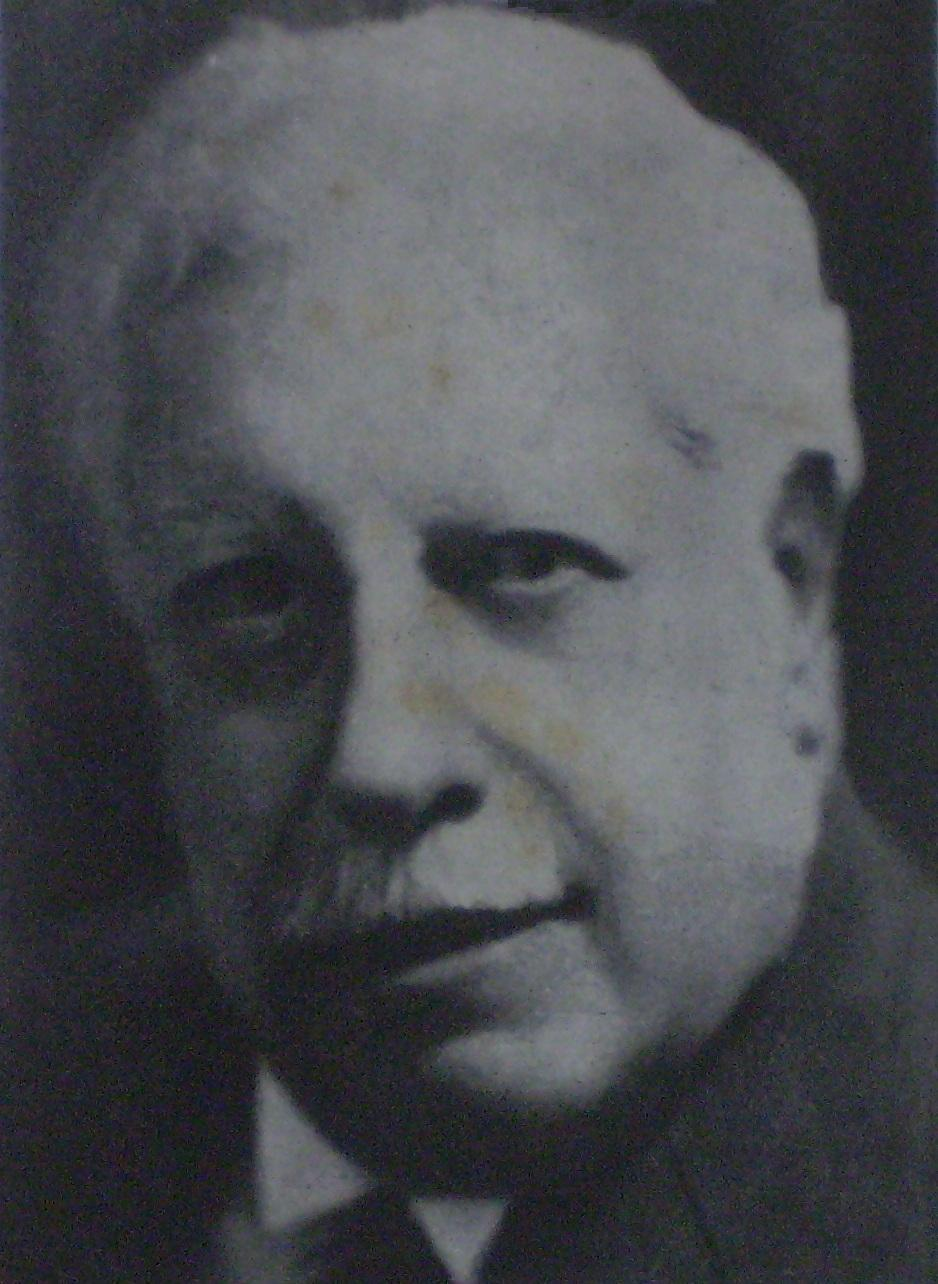
Alberto Williams

Alberto Williams (* 23. November 1862 in Buenos Aires; † 17. Juni 1952 ebenda) war ein argentinischer Komponist und Dirigent.

## Leben
Alberto Williams wurde in einer Musikerfamilie geboren; der Großvater Benjamin Williams stammte aus Exeter. Erste musikalische Ausbildung erhielt er in seiner Heimatstadt. 1882 ermöglichte ihm ein Stipendium die Aufnahme eines Studiums am Pariser Konservatorium. Zu seinen Kompositionslehrern zählten u. a. Benjamin Godard und insbesondere César Franck.
1889 kehrte er nach Argentinien zurück, wo er als Klavierlehrer, Pianist, Dirigent und Komponist wirkte. In Buenos Aires gründete er 1893 das Conservatorio de Música de Buenos Aires, das über 100 Zweigstellen im ganzen Land eröffnete. Die Leitung des Konservatoriums behielt er bis 1941. Weiterhin bekleidete er führende Positionen in verschiedenen argentinischen musikalischen Vereinigungen und war schriftstellerisch tätig. Seine umfangreichen Aktivitäten brachten ihm die Apostrophierung zum „Vater der argentinischen Musik“ ein.

## Werk
Alberto Williams’ Werk umfasst 136 mit Opuszahlen versehene Werke, darunter neun Sinfonien, die fast alle programmatische Titel tragen. Neben weiteren Orchesterwerken schrieb er Kammermusik, Chöre, Lieder und Charakterstücke für Klavier, wobei El rancho abandonado besondere Popularität erlangte.
Williams’ Musik ist von der deutschen und französischen Romantik sowie durch den Impressionismus geprägt. Dabei werden drei Schaffensphasen unterschieden: Auf eine zunächst stark von europäischen Klangvorstellungen geprägte Phase folgte 1890 bis 1910 die Aufnahme nationaler Volksmusikelemente in sein Werk. Die dritte Periode, die sich wieder vermehrt weltweiten zeitgenössischen Tendenzen öffnet, beginnt 1910 mit seiner 2. Sinfonie.

### Orchesterwerke
- Op. 15: Primera obertura de concierto (1889)
- Op. 18: Segunda obertura de concierto (1892)
- Op. 30: Miniaturas. Primera suite (1890)
- Op. 31: Miniaturas. Segunda suite (1890)
- Op. 44: 1. Sinfonie h-moll (1907)
- Op. 55: 2. Sinfonie c-moll „La bruja de las montañas“ (1910)
- Op. 56: Marcha del Centenario (1910)
- Op. 58: 3. Sinfonie F-Dur „La selva sagrada“ (1911)
- Op. 60: Poema de las campanas (1913)
- Op. 63: Cinco danzas argentinas (1921)
- Milongas; Marcha Mitre, en estilo militar; Primera, Segunda y Tercera Suite argentina
- Op. 88: Poema de los mares australes (1933)
- Op. 98: 4. Sinfonie Es-Dur „Eli ataja-caminos“ (1935)
- Op. 100: 5. Sinfonie Es-Dur „El corazón de la muñeca“ (1936)
- Op. 102: 6. Sinfonie H-Dur „La muerte del cometa“ (1937)
- Op. 103: 7. Sinfonie in D „Eterno reposo“ (1937)
- Op. 104: 8. Sinfonie f-moll „La esfinge“ (1938)
- Op. 107: Las milongas de la orquesta (1938)
- Op. 108: 9. Sinfonie in B „Los batracios“ (La humorística) (1939)
- Op. 115: Poema del Iguazú (1943)
- Op. 117: „Aires de la Pampa“. Milongas, 2 Suites (1944)